# 환신경동물
환신경동물(Cycloneuralia)은 동물 분류군의 일종이다.
이름은 인두 주위에 있는 뇌의 위치에서 유래하였다.